# Джонс, Мак
Майкл Маккоркл Джонс (англ. Michael McCorkle Jones; 5 сентября 1998, Джэксонвилл, Флорида) — американский футболист, квотербек клуба НФЛ «Нью-Ингленд Пэтриотс». Участник Пробоула в сезоне 2021 года. На студенческом уровне выступал за команду Алабамского университета. Победитель студенческого национального чемпионата 2020 года. Обладатель нескольких наград лучшему квотербеку NCAA. На драфте НФЛ 2021 года был выбран под общим пятнадцатым номером.

## Биография
Майкл Джонс родился 5 сентября 1998 года в Джэксонвилле. Он учился в частной школе Боллс, обладающей одной из лучших спортивных программ во Флориде. В 2016 году в составе её футбольной команды Джонс выиграл чемпионат штата. За сезон он набрал пасом 1532 ярда и сделал 29 тачдаунов. В 2017 году он выступал в составе сборной США возрастной категории до 19 лет. На момент окончания школы Джонс входил в число двадцати лучших молодых игроков на своей позиции по различным версиям.

### Любительская карьера
В 2017 году Джонс поступил в Алабамский университет. Первый сезон он провёл в статусе освобождённого игрока, тренируясь с командой, но не принимая участия в играх. В 2018 году он стал одним из запасных квотербеков, приняв участие в четырнадцати играх сезона. В этом же статусе он начинал третий сезон в команде, но позже получил место в стартовом составе из-за травмы Туа Танговаилоа. Джонс сыграл в двенадцати матчах, набрав 1 503 ярда с четырнадцатью тачдаунами при трёх перехватах.
Перед началом сезона 2020 года он был выбран одним из капитанов «Алабамы» и стал стартовым квотербеком команды. Джонс сыграл в тринадцати матчах, установив ряд рекордов университета и рекорд NCAA по количеству точных передач. «Алабама» стала победителем плей-офф национального чемпионата, в финале против «Огайо Стейт» Джонс набрал 464 ярда и сделал пять тачдаунов. По итогам сезона он вошёл в число финалистов Хайсман Трофи, стал обладателем наград Дэви О’Брайена, Джонни Юнайтаса и Мэннинга. Его включили в сборную звёзд турнира по версиям Associated Press, Sporting News, ESPN, Pro Football Focus и USA Today.

#### Статистика выступлений в чемпионате NCAA
| Сезон | Команда              | Игры | Пас | Пас | Пас  | Пас  | Пас  | Пас | Пас | Пас   | Вынос | Вынос | Вынос | Вынос |
| Сезон | Команда              | Игры | Cmp | Att | Pct  | Yds  | Y/A  | TD  | Int | Rtg   | Att   | Yds   | Avg   | TD    |
| ----- | -------------------- | ---- | --- | --- | ---- | ---- | ---- | --- | --- | ----- | ----- | ----- | ----- | ----- |
| 2017  | Алабама Кримсон Тайд | —    | —   | —   | —    | —    | —    | —   | —   | —     | —     | —     | —     | —     |
| 2018  | Алабама Кримсон Тайд | 14   | 5   | 13  | 38,5 | 123  | 9,5  | 1   | 0   | 143,3 | 3     | -8    | -2,7  | 0     |
| 2019  | Алабама Кримсон Тайд | 12   | 97  | 141 | 68,8 | 1503 | 10,7 | 14  | 3   | 186,8 | 16    | 36    | 2,3   | 1     |
| 2020  | Алабама Кримсон Тайд | 13   | 311 | 402 | 77,4 | 4500 | 11,2 | 41  | 4   | 203,1 | 35    | 14    | 0,4   | 1     |
| Всего | Всего                | 39   | 413 | 556 | 74,3 | 6126 | 11,0 | 56  | 7   | 197,6 | 54    | 42    | 0,8   | 2     |

### Профессиональная карьера
Перед драфтом НФЛ 2021 года издание Bleacher Report ставило Джонса на пятое место среди квотербеков. Аналитик Нейт Тайс отмечал его понимание различных концепций игры, хорошую технику работы ног, точность передач и силу руки. В качестве недостатков он указывал склонность к рискованным броскам, ошибки в технике выполнения паса, ограниченный уровень атлетизма и небольшой потенциал для дальнейшего роста. Тайс прогнозировал Джонсу выбор во втором раунде драфта. Люк Истерлинг из USA Today Sports ожидал, что игрока выберут в первом раунде, но отмечал, что в колледже он провёл на высоком уровне только один сезон, а его партнёрами по команде были самые талантливые игроки NCAA. Аналитик Sports Illustrated Джим Мора писал, что Джонс обладает набором качеств успешного квотербека, которые выделял известный тренер Билл Уолш. Дэниел Джеремайя из NFL Network самой подходящей для него по стилю командой назвал «Нью-Орлеан Сэйнтс».

#### Нью-Ингленд Пэтриотс
На драфте Джонс был выбран «Пэтриотс» в первом раунде под общим пятнадцатым номером. В июле он подписал с клубом четырёхлетний контракт с возможностью продления на пятый сезон, сумма соглашения составила 15,6 млн долларов. В команде он присоединился к ветерану Кэму Ньютону, бывшему стартовым квотербеком в сезоне 2020 года. В трёх предсезонных матчах он набрал пасом 388 ярдов с тачдауном. Тридцать первого августа клуб объявил об отчислении Ньютона, Джонс был назван стартовым квотербеком «Пэтриотс». В дебютном сезоне он сыграл в семнадцати матчах регулярного чемпионата, команда завершила его с десятью победами и семью поражениями. Он набрал пасом 3801 ярд, сделал 22 тачдауна при 13 перехватах. По основным статистическим показателям Джонс стал лучшим среди квотербеков-новичков. Точность его передач составила 67,57 %, этот показатель стал вторым в истории для дебютантов после 67,76 % Дака Прескотта. При этом, по данным ESPN, защита играла против Джонса блиц в 34 % розыгрышей, чаще, чем против любого другого квотербека. В матче уайлд-кард раунда плей-офф, который «Пэтриотс» проиграли «Баффало Биллс», он набрал 232 ярда с двумя тачдаунами и двумя перехватами. В январе Ассоциация футбольных журналистов Америки включила его в состав сборной новичков сезона, Джонс был включён в число участников Пробоула.

#### Статистика выступлений в НФЛ

##### Регулярный чемпионат
| Сезон | Команда              | Игры | Пас | Пас | Пас  | Пас  | Пас | Пас | Пас | Пас  | Вынос | Вынос | Вынос | Вынос |
| Сезон | Команда              | Игры | Cmp | Att | Pct  | Yds  | Y/A | TD  | Int | Rtg  | Att   | Yds   | Avg   | TD    |
| ----- | -------------------- | ---- | --- | --- | ---- | ---- | --- | --- | --- | ---- | ----- | ----- | ----- | ----- |
| 2021  | Нью-Ингленд Пэтриотс | 17   | 352 | 521 | 67,6 | 3801 | 7,3 | 22  | 13  | 92,5 | 44    | 129   | 2,9   | 0     |
| Всего | Всего                | 17   | 352 | 521 | 67,6 | 3801 | 7,3 | 22  | 13  | 92,5 | 44    | 129   | 2,9   | 0     |

##### Плей-офф
| Сезон | Команда              | Игры | Пас | Пас | Пас  | Пас | Пас | Пас | Пас | Пас  | Вынос | Вынос | Вынос | Вынос |
| Сезон | Команда              | Игры | Cmp | Att | Pct  | Yds | Y/A | TD  | Int | Rtg  | Att   | Yds   | Avg   | TD    |
| ----- | -------------------- | ---- | --- | --- | ---- | --- | --- | --- | --- | ---- | ----- | ----- | ----- | ----- |
| 2021  | Нью-Ингленд Пэтриотс | 1    | 24  | 38  | 63,2 | 232 | 6,1 | 2   | 2   | 75,8 | 2     | 18    | 9,0   | 0     |
| Всего | Всего                | 1    | 24  | 38  | 63,2 | 232 | 6,1 | 2   | 2   | 75,8 | 2     | 18    | 9,0   | 0     |